# Emiliano Zapata Salazar, Chiapas
Emiliano Zapata Salazar är en ort i Mexiko.   Den ligger i kommunen Acapetahua och delstaten Chiapas, i den sydöstra delen av landet, 800 km sydost om huvudstaden Mexico City. Emiliano Zapata Salazar ligger 12 meter över havet och antalet invånare är 108.
Terrängen runt Emiliano Zapata Salazar är mycket platt. Runt Emiliano Zapata Salazar är det ganska tätbefolkat, med 60 invånare per kvadratkilometer. Närmaste större samhälle är Escuintla, 16,8 km nordost om Emiliano Zapata Salazar. Trakten runt Emiliano Zapata Salazar består huvudsakligen av våtmarker.